# Veronica yushanchienshanica
Veronica yushanchienshanica är en grobladsväxtart som beskrevs av Shao Shun Ying. Veronica yushanchienshanica ingår i släktet veronikor, och familjen grobladsväxter. Inga underarter finns listade i Catalogue of Life.